# Alexander Rothaug
Alexander Rothaug (geboren 13. März 1870 in Wien, Österreich-Ungarn; gestorben 5. März 1946 ebenda; vollständiger Name: Alexander Theodor Rothaug) war ein österreichischer Maler und Illustrator.

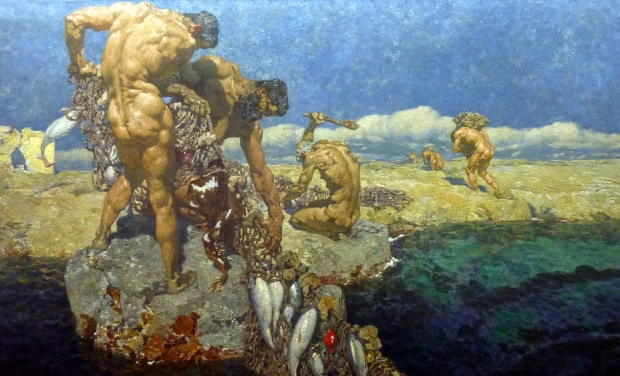
Die Früchte des Meeres (um 1930), Sammlung Jack Daulton, Los Altos Hills, Kalifornien

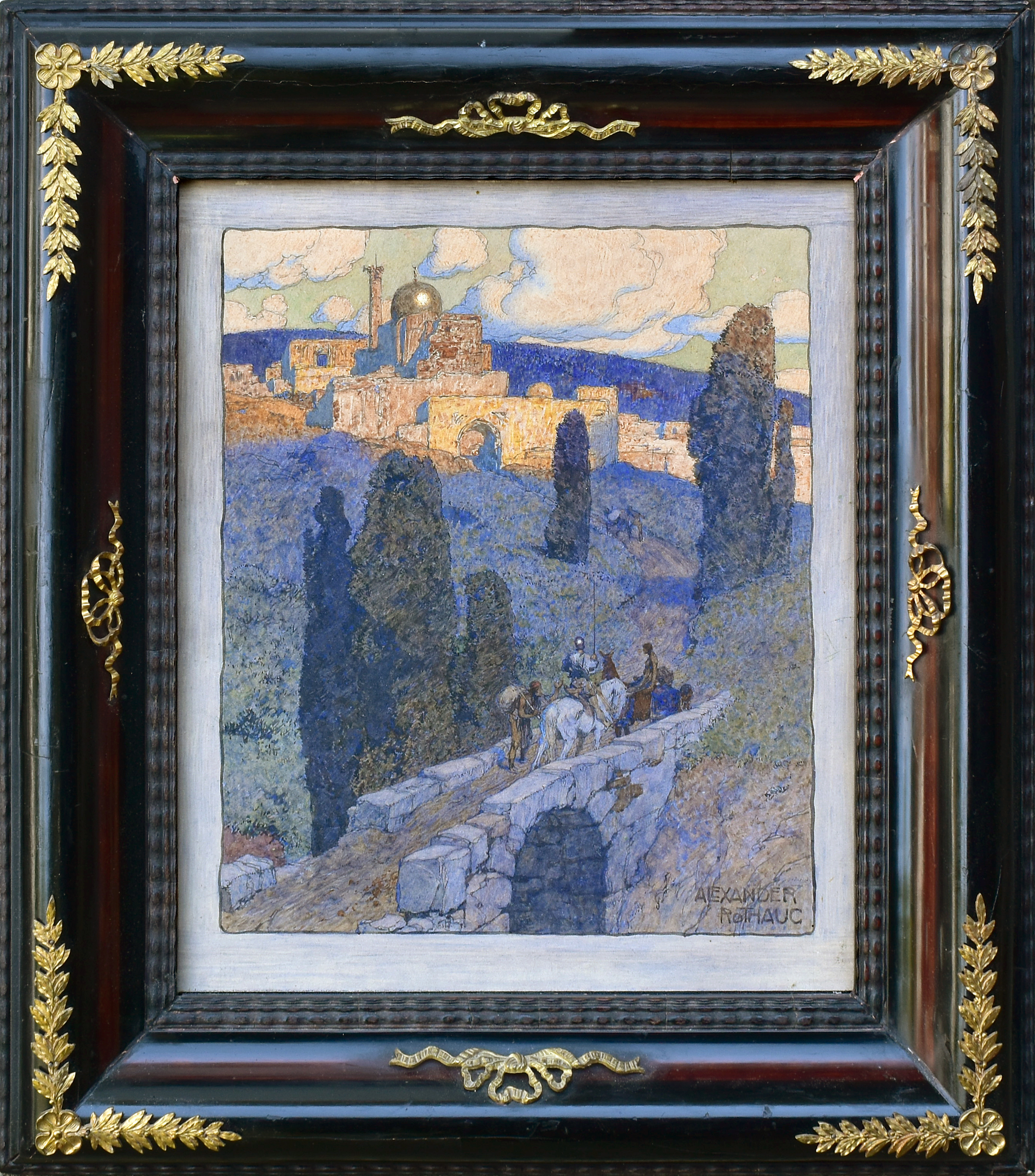
Alexander Rothaug – Die Stadt Amberg

## Leben
Alexander Rothaug wurde 1870 als Sohn von Theodor Rothaug und Karoline Rothaug (geb. Vogel) geboren. Die Vorfahren mütterlicherseits waren ebenfalls Maler und Bildhauer. Mit dem zwei Jahre älteren Bruder Leopold Rothaug erhielt Alexander den ersten Malunterricht von seinem Vater Theodor.
1884 begann er eine Lehre als Bildhauer bei Johann Schindler (1822–1893) wechselte jedoch schon 1885 an die Wiener Akademie der Künste, um bei August Eisenmenger, Christian Griepenkerl und Franz Rumpler Malerei zu studieren. Wichtigen Einfluss als Lehrer hatte auch der Orientmaler Leopold Carl Müller, bei dem Alexander Rothaug bis zu dessen Tod 1892 studiert hat.
1892 übersiedelte er nach München, wo er als Illustrator für die humoristische Zeitschrift die Fliegenden Blätter arbeitete. 1896 heiratet er Ottilie Lauterkorn. Er unternimmt Studienreisen nach Dalmatien, Italien und auf Rügen. Im Mai 1910 wurde er Mitglied der Genossenschaft der Bildenden Künstler Wiens. 1911 erscheint in der Zeitschrift Kunst-Revue ein umfangreicher Artikel zu Alexander Rothaug. 1912 hält er sich auf Einladung des Erzherzogs Ludwig Salvator auf Mallorca auf. Rothaug veröffentlicht zu diesem Aufenthalt die Publikation „Skizzen aus Miramar“.
1933 publiziert Rothaug unter dem Titel „Statik und Dynamik des menschlichen Körpers“ in Form einer Loseblatt-Sammlung von 10 Blatt eine Systematisierung des menschlichen Körpers im Sinne einer Proportionslehre. Er verfasst außerdem ein 38 Seiten umfassendes Traktat mit dem Titel „Das Wissen in der Malerei“ mit dem dreiseitigen Anhang „Gedanken über die Kunst und den Künstler“. Rothaug war 1938 auf der Großen Deutschen Kunstausstellung in München mit 8 Tafelbildern vertreten, von denen Hitler drei erwarb. Sein "Nessus", der 1930 in Wien entstand (Provenienz: Belvedere Wien), zeigt eine Episode aus dem Leben des mutigen Herkules und wurde, wie sein Werk überhaupt, von den Nationalsozialisten zu Propagandazwecken instrumentalisiert, was ihm nach dem Krieg erhebliche Schwierigkeiten einbrachte.
Sein ehrenhalber gewidmetes Grab befindet sich auf dem Grinzinger Friedhof (Gruppe 15, Reihe 1, Nummer 2) in Wien.

## Werke (Auswahl)
- 1934: Pfarrkirche Herzogbirbaum: Langhausdeckenmalerei als Bildmedaillon mit den Heiligen Maria, Johannes der Täufer und die Eucharistie

## Ausstellungen (Auswahl)
- 1900: Ausstellung im königlichen Glaspalast in München, gezeigt: „Zauberschlaf“
- 1909: 35. Jahresausstellung im Wiener Künstlerhaus, gezeigt: „Waldfee“ und „Frühlingsreigen“
- 1909: Herbstausstellung im Wiener Künstlerhaus, gezeigt: „Wies-Quelle“ und „Psyche am Eingang zur Unterwelt“
- 1911: Jubiläumsausstellung des Aquarellisten-Klubs in Wien
- 1912: 27. Ausstellung des Aquarellisten-Klubs in Wien, Dezember 1912 bis Januar 1913
- 1915: Ausstellung der vier Wiener Künstlervereinigungen: Künstlerhaus, Secession, Hagenbund und Bund Österreichischer Künstler, gezeigt: „Lethe“
- 1919: 33. Ausstellung des Aquarellisten-Klubs in Wien
- 1938: Große Deutsche Kunstausstellung im Haus der Kunst in München
- 1941: Kollektivausstellung im Künstlerhaus Wien zusammen mit Maximilian Lenz, Johann Victor Krämer, Ernst Graner und Gottlieb Theodor von Kempf

## Auszeichnungen
- 1888: Lampi-Preis der Akademie der Bildenden Künste in Wien
- 1889: Goldene Füger-Medaille der Akademie der Bildenden Künste in Wien
- 1890: „Specialschul-Preis“ der Akademie der Bildenden Künste in Wien
- 1890: Franz-Joseph-Gold-Stipendium
- 1913: Baron Richard-Drasche-Ehrenpreis